# 玛伦·迈纳特
玛伦·迈纳特（德語：Maren Meinert，1973年8月5日—），德国足球教練、曾是德國女子足球运动员，场上位置是中场和前锋。
2019年之前，邁納特一直執教德國U-20隊。
作為一名女子足球員，邁納特曾效力於德國俱樂部FCR杜伊斯堡和FFC布勞韋勒普爾海姆，以及美國的波士頓破壞者隊。並曾代表德国国家队参加2000年夏季奥林匹克运动会足球比赛，獲得一枚銅牌。